# Auguste van Maldeghem
 (janvier 2021).
Auguste van Maldeghem, né à Bruges le 3 septembre 1841 et mort à Bruxelles le 12 mars 1911 , est un magistrat belge.

## Biographie
Auguste Pierre Charles François Marie Joseph van Maldeghem était le fils de Pierre van Maldeghem et de Walburge van der Plancke. Pierre van Maldeghem était le fils de Charles van Maldeghem et de Jeanne de Knuyt. Walburge van der Plancke était la fille de François van der Plancke et de Walburge Bauwens. Ils appartenaient tous à ce qui se nommait les familles patriciennes.
Il épousa le 4 juin 1874 à Bruxelles Claire de Prelle de la Nieppe. Ils habitèrent à Bruxelles, au no 148 de l’avenue Louise. Le 1er juin 1893, Claire de Prelle racheta les parts de ses frères et sœurs dans le Château Valduc.
Ils eurent deux enfants :
- Marcel (1875-1952), qui devint lieutenant-général et qui épousa Germaine de Neve de Roden (1879-1960)
- André (1877-1964), docteur en droit, qui épousa Germaine Mesdach de ter Kiele (1878-1951).

En 1952 Marcel et André van Maldeghem obtinrent concession de noblesse. Toutefois, Marcel mourut avant d'avoir pu lever les lettres patentes.

## Magistrat
Après avoir été avocat pendant quelques années, Auguste van Maldeghem devint magistrat au parquet, bientôt au parquet général à Bruxelles.
Avocat général en 1879, il fut nommé conseiller à la Cour de Cassation en
1887, président de Chambre en 1903 et premier président en 1907, fonction suprême dans laquelle il termina sa carrière à la Cour de Cassation.

## Conseiller du roi Leopold II
Dans la grande aventure coloniale entreprise par Léopold II au Congo, van Maldeghem fut un de ses proches conseillers, souvent appelé en consultation.
- En février 1890, van Maldeghem fut désigné pour remplacer à la Conférence antiesclavagiste de Bruxelles le délégué de la Belgique Eudore Pirmez. Ses interventions à la conférence ne plaisaient pas toujours à Émile Banning, dans la mesure où l'avocat général se faisait l'interprète et le défenseur des vues du Souverain congolais Léopold II.
- En 1892, le Conseiller à la Cour de Cassation fut appelé en consultation sur les droits domaniaux de l'État indépendant du Congo. Le Roi estimait impossible d'assurer la poursuite de son œuvre par l'unique rendement des perceptions permises par l'Acte de Bruxelles de 1890. Il songeait à exploiter la domanialité des terres non occupées, mais avant de s'engager dans cette voie il voulut l'avis de juristes, dont van Maldeghem.
- En 1905, après le dépôt du rapport de la Commission d'enquête envoyée par Léopold II au Congo pour y vérifier les accusations dont ses fonctionnaires et agents étaient devenus l'objet et qu'avait présidée l'avocat général Edmond Janssens, le souverain institua, le 31 octobre, une nouvelle Commission dite des Réformes, chargée d'étudier les conclusions du rapport déposé, de formuler les propositions qu'elles nécessitaient et de rechercher les moyens pratiques de les réaliser. Auguste van Maldeghem y fut associé.
- Dans les négociations qui aboutirent, le 18 octobre 1908, à la promulgation de la Loi approuvant le Traité de transfert du Congo à la Belgique, van Maldeghem fut l'un des quatre représentants de Léopold II dans la préparation et les aménagements du Traité de reprise.
- En 1907 il avait accepté un mandat d'administrateur dans la Fondation de Niederfullbach. Il cosigna, en 1909, au nom de la Fondation, le transfert des biens de celle-ci, provenant de bénéfices au Congo Belge, à l'État belge.
- Le 4 mai 1910, van Maldeghem signa, au nom de la Belgique, avec le ministre J. van den Heuvel et l'ambassadeur van der Elst, l'arrangement pris avec l'Allemagne  au sujet de la frontière entre le Congo belge et le Ruanda-Urundi. 1911.

## Fonctions annexes
- président de l'Institut colonial international
- président de la Commission pour la révision du Code civil
- membre du Conseil de rédaction des Pandectes belges
- membre suppléant du Conseil héraldique